# Temple of Two Suns
Temple of Two Suns è il secondo album in studio del gruppo musicale power metal tedesco Mob Rules, il primo pubblicato dall'etichetta SPV.

## Il disco
Le versioni demo dei brani del disco vennero registrate nei Soundgarten Studio di Oldenburg, in Germania, da Andreas Schulz nel giugno 2000. 
Successivamente la band ri-registrò tutte le parti che finirono sull'album nei Gate-Studio di Wolfsburg, sotto la direzione di Sascha Paeth e Miro (entrambi negli Avantasia).
Mix e Mastering dell'intero disco vennero affidati a Sascha Paeth in persona, nel settembre 2000.

## Tracce
1. The Temple Fanfare – 2:24
2. Pilot of Earth – 2:49
3. Outer Space – 3:42
4. Celebration Day (Sun Serenade, Opus I) – 6:01
5. Flag of Life (Sun Serenade, Opus II) – 4:25
6. Unknown Man – 6:01
7. Hold On – 3:15
8. Evolution's Falling – 5:18
9. Inside the Fire – 5:01
10. Eyes of All Young – 3:54
11. Hold On (Reprise) – 5:02

## Formazione
Membri del gruppo
- Klaus Dirks - voce
- Matthias Mineur - chitarra
- Oliver Fuhlhage - chitarra
- Torsten Plorin - basso
- Arved Mannott - batteria

Special Guest
- Sascha Onnen - tastiera
- Thomas Rettke, Susanne Möhle, Miro - cori
- Sascha Paeth - chitarra solista nelle tracce 9 e 10